# Camilla Kjems
Camilla Louise Kjems (født 2. maj 1974) er en dansk journalist og forfatter, der i fra 2008-2019 var redaktør og fra 2011 chefredaktør for Femina. Siden 1. september 2024 er Camilla Kjems direktør for TV2 Bornholm.[kilde mangler]
Kjems er uddannet i retorik fra Københavns Universitet.
Hun var fra maj 2007 til oktober 2008 chefredaktør for magasinerne Q, Bazar og Tidens Kvinder. Siden har hun været chefredaktør for Femina. I 2018 udgav hun sin første bog: "Du skal turde elske først", Gyldendal. Hun er desuden kendt fra TV2-programmet "Sommerdrømme", hvor hun er livsstilsekspert og dommer.